# Matador (TV-serie)
Matador är en dansk dramaserie från 1978–1982 skapad av Lise Nørgaard och Erik Balling, efter en idé av Nørgaard. Nørgaard och Balling skrev manus tillsammans med Paul Hammerich, Karen Smith och Jens Louis Petersen. För de tecknade vinjetterna som inleder och avslutar varje avsnitt stod Arne Ungermann. Seriens musikaliska tema komponerades av Bent Fabricius-Bjerre. 
I rollerna ses bland andra Jørgen Buckhøj, Ghita Nørby, Holger Juul Hansen, Malene Schwartz och Helle Virkner samt en rad andra framstående danska skådespelare. Serien följer livet i en dansk småstad från 1929 fram till 1947 och är en dansk motsvarighet till brittiska Herrskap och tjänstefolk. Serien hade svensk premiär på Kanal 1 den 14 mars 1988.

## Handling
Serien tar sin början 1929 då den handelsresande änkemannen Mads Andersen-Skjern med son anländer till den lilla sömniga landsortsstaden Korsbæk på Sjælland. Han inser snabbt att stadens näringsliv har stagnerat och ser möjligheterna att slå sig in på marknaden och erbjuda invånarna ett modernare alternativ. Han startar därför, i konkurrens med det förnäma och anrika Damernes Magasin, en egen klädekipering under namnet Tøjhuset. Där kan han ta tillvara arbetarklassens behov och slantar, vilka inte mottas i den alltför förfinade modebutiken. 
Skjerns tilltag ses inte med blida ögon av stadens societet, särskilt inte när Damernes Magasin några år senare helt utkonkurreras och Skjern istället öppnar egen bank i lokalerna. Den i staden uppburna familjen Varnæs står sedan dag ett på motsatt sida, då de är gamla vänner med modebutikens ägare, Albert Arnesen, och instinktivt tar hans parti i motståndet mot inkräktaren. Hans Christian Varnæs är bankdirektör och även om han inser Skjerns duglighet och Arnesens oduglighet stöttar han ändå Arnesen ekonomiskt, medan han vägrar att göra affärer med Skjern. Detta enbart grundat på gamla lojaliteter, snarare än sunda affärsmässiga bedömningar. Varnæs riskerar därmed även bankens finanser, går miste om utvecklingsmöjligheter samt att få in pengar istället för att bekosta misskötta affärer. 
Försöken att blockera nykomlingen från att etablera sig i deras traditionstyngda stad misslyckas dock fullständigt och får istället motsatt verkan. Stadens ledande krets har totalt underskattat vem de har att göra med, de är så vana att få sin vilja igenom att de är helt oförberedda på konkurrens och opposition på något plan. Allt detta grundlägger en bitter fejd mellan familjerna, som ska komma att bestå och påverka många invånare i Korsbæk, inte bara de direkt inblandade.
Åren går och vi får följa Mads Andersen-Skjerns framgångssaga i skuggan av 1930- och 40-talens politiska och samhälleliga utveckling, med bland annat depressionen och ockupationen av Danmark. Krönikan avslutas år 1947 och det är mycket och många som har hunnit förändras under den tiden.

## Om serien
Titeln "Matador" anspelar på sällskapsspelet Monopol, som i Danmark kallas Matador. I Danmark förekommer det att personer med makt benämns som just "matadorer". 
Korsbæk är en fiktiv stad och namnet är en sammanslagning av två sjælländska städer: Korsør och Holbæk.
Kostymtecknare och kostymör för tv-serien var Ulla-Britt Söderlund (som tidigare vunnit en Oscar för kostymerna till Stanley Kubricks film Barry Lyndon).
Matador kom att bli en stor tittarsuccé i sitt hemland Danmark, men även i Sverige där den visats åtskilliga gånger både i SVT och TV4, TV4 Guld samt Axess tv. I Danmark sågs ett enskilt avsnitt under repriseringen 1986 av 3,6 miljoner danskar. Det var fortfarande 2010 tittarrekord i Danmark. Matador är upptagen i Danmarks kulturkanon.
Serien är utgiven på 12 dvd-skivor och har sålt i 1,4 miljoner exemplar i Danmark, den mest säljande dvd:n alla kategorier någonsin i Danmark. Serien har sålts till en rad länder och gjort stor succé även i Tyskland. 

## Rollista i urval
- Mads Skjern – Jørgen Buckhøj
- Ingeborg Skjern (Larsen) – Ghita Nørby
- Hans Christian Varnæs – Holger Juul Hansen
- Maude Varnæs – Malene Schwartz
- Elisabeth Friis – Helle Virkner
- Kristen Skjern – Jesper Langberg
- Oluf Larsen – Buster Larsen
- Kathrine Larsen – Lily Broberg
- Jørgen Varnæs – Bent Mejding
- Agnes Jensen (Ruud) – Kirsten Olesen
- Laura Larsine Sørensen – Elin Reimer
- Lauritz "Røde" Jensen – Kurt Ravn
- Doktor Louis Hansen – Ove Sprogøe
- Misse Møhge – Karin Nellemose
- Fru Fernando Møhge – Karen Berg
- Viggo Skjold Hansen – Axel Strøbye
- Musse Skjold Hansen – Birthe Backhausen
- Iben Skjold Hansen – Ulla Henningsen
- Överste Hachel – Bjørn Watt Boolsen
- Victoria "Vicki" Hachel (gift Arnesen) – Sonja Oppenhagen
- Servitören Severin Boldt – Per Pallesen
- Målaren Frede "Fede" Hansen – Benny Hansen
- Herr Rudolf Schwann – Arthur Jensen
- Violet Vinter – Lis Løwert
- Arnold Vinter – Esper Hagen
- Inger Jørgensen – Vera Gebuhr
- Herr Stein – John Hahn-Petersen
- Konsulinnan Oda Holm – Else-Marie Hansen
- Konsul Emanuel Holm – Karl Stegger
- Birgitte "Gitte" Graa – Susse Wold
- Byråsekreterare Godtfred Lund – Hardy Rafn
- Lilly Lund – Tove Maës
- Herbert Schmidt – Paul Hüttel
- Baron von Rytger – Bendt Rothe
- Albert Arnesen – Preben Mahrt
- Konstnären Ernst Nyborg – Morten Grunwald
- Överlärare Frederik Andersen – Helge Kjærulff-Schmidt
- Murarmästare Jacob Jessen – Poul Reichhardt
- Fru murarmästare Jessen (född Sofie Antonsen) – Bodil Udsen
- Fröken Grøn, direktris i Damernes Magasin – Else Petersen
- Ulla Jacobsen – Karen-Lise Mynster
- Minna Varnæs – Ellen Winther Lembourn
- Änkefru Munk – Jessie Rindom
- Gudrun, hembiträde hos Skjerns – Anne Jensen
- Ester, hembiträde hos Varnæs – Birgitte Bruun
- Agnete Hansen, hårfrisörska, Arnold Vinters flickvän – Lene Brøndum
- Anna Andersen Skjern – Kirsten Rolffes
- Daniel Skjern – Kristian Steen Rem, Jacob Dalgård, Jim Erichsen och Niels Martin Carlsen
- Ellen Skjern – Helle Nielsen, Nynne Ubbe, Christine Hermansen och Benedikte Dahl
- Ulrik Varnæs – Søren Bruun, Henrik Mortensen och Jens Arentzen
- Regitze Varnæs – Nicla Ursin, Elisabeth Danneskjold-Samsø och Camilla Hammerich
- Oscar Andersen – Nis Bank-Mikkelsen
- Gustav Friis – Finn Storgaard
- Marie Hansen, "Fedes" hustru – Kirsten Hansen-Møller
- Ilona Mikkelsen, skolförståndarinna – Hanne Løye
- Baronessan Arendse von Rydtger – Birgitte Federspiel
- Jenny, Iben Skjerns väninna – Lane Lind
- Fröken Hollenberg – Christiane Rohde
- Holger Jørgensen, Ingeborg Skjerns före detta man – John Martinus
- Mogens Lamborg – John Schelde
- Fröken Mortensen, kassörska i Korsbæk Bank – Ann Margrethe Schou
- Poul Kristensen, bankassistent i Omegnsbanken – Christian Steffensen
- Arne Schmidt, bankassistent i Omegnsbanken – Thomas Eje
- Hovmästare Olsen på Postgaarden – Holger Perfort
- Sofus "Polis" Jensen – Esben Pedersen
- Borgmästare Sejersen – Preben Harris
- Aksel Jensen – Casper Bengtson
- Knud Jensen – Sebastian Sørensen
- Erik Skjern – Kenneth Schmidt, Nikolaj Harris, Lari Hørsted och Jens Christian Milbart
- Helle Varnæs – Ditte Maria Norup
- Jim Donaldson – Nicholas Farrell
- Aage Holmdal – Joen Bille
- Maja Varnæs – Rikke Wölck
- Agnete Hansens mor – Kirsten Søberg
- Berättare – Ole Andreasen